# Gabriel Terra
José Luis Gabriel Terra Leivas (Montevidéu, 1 de agosto de 1873 — Montevidéu, 15 de setembro de 1942) foi um advogado e político uruguaio. Exerceu a presidência do Uruguai entre 1931-1938.

## Antecedentes
Gabriel Terra nasceu em 1873, em uma família de classe alta. Formou-se na Universidade da República no Uruguai, em 1895. Posteriormente entrou para a faculdade.
Começou a carreira política sendo membro do Partido Colorado; exerceu uma ampla gama de cargos no governo de seu antecessor, José Batlle. De 1925 em diante, foi o Ministro da Indústria e do Emprego.
Seus dois sobrinhos, Horácio Terra Arocena e Juan Pablo Terra (sobrinho-neto) serviram, respectivamente, como: senador, o primeiro; deputado e senador, o segundo.

## Presidência

### Governo constitucional (1931-1933)
As eleições de 1930 levaram Gabriel Terra a se candidatar a presidente, as quais foi eleito pelo Batllismo. Em março de 1931 assumiu a presidência para governar durante o período de 1931 a 1935. Uma das primeiras iniciativas de seu governo foi a criação da estatal de petróleo ANCAP, originada de um pacto entre os Batllistas e o Partido Nacional. O governo Terra coincidiria com a crise de 1929, que afetaria fortemente o Uruguai. O presidente Terra realizaria uma campanha em favor da reforma da Constituição de 1918 e a abolição do Conselho Nacional, ao qual ele acusava de ineficiência frente a crise econômica.
Em 31 de março de 1933, o presidente Terra organizou um golpe de estado com apoio da Polícia Nacional, dirigida por seu cunhado Alfredo Baldomir, e do setor majoritário do Partido Nacional, representado por Luis Alberto de Herrera. Foram dissolvidos a força o Conselho Nacional de Administração e a Assembleia Geral, deixando sem efeito a Constituição de 1918.

### Ditadura (1933-1938)
Terra governaria por decreto, impondo uma ditadura de carácter conservador, antiliberal e anticomunista. Centenas de oponentes políticos do regime foram aprisionados na Isla de Flores, como por exemplo Andrés Martínez Trueba e Alfeo Brum.
Em junho de 1933 ele convocaria uma assembleia constituinte. Um ano depois, Terra promulgou a nova constituição. A constituição aboliu formalmente o Conselho Nacional e transferiu seus poderes ao presidente da República. A Constituição de 1934 permitiu que Terra fosse eleito para um novo mandato, acompanhado do vice-presidente Alfredo Navarro.
Em 1935 o presidente Terra enfrentou e suprimiu um levante liderado por Basilio Muñoz contra seu regime, a chamada Revolução de Janeiro que durou 9 dias. No mesmo ano, Terra recebeu a visita do presidente do Brasil Getúlio Vargas. Durante a visita de Vargas, o presidente uruguaio foi vítima de um atentado no Hipódromo de Maroñas. O ex-deputado e opositor antiterrista Bernardo García baleou Gabriel Terra, que saiu levemente ferido.

Gabriel Terra junto a Getúlio Vargas, dando um discurso depois de sofrer um atentado em 2 de junho de 1935.

Em 1936 recebeu a visita do presidente americano Franklin D. Roosevelt. Na política externa, o regime de Terra rompeu relações com a União Soviética e a República Espanhola, ao mesmo tempo que estreitou relações com a Itália fascista e a Alemanha nazista. Também teria boas relações com os Estados Unidos e o Reino Unido.
Na política social e econômica, estava por trás o ministro César Charlone. O governo Terra desenvolveria uma política de industrialização de substituição de importações. Construiria obras públicas como a represa de Rincón del Bonete, construída em 1937.

### Saída do poder e morte

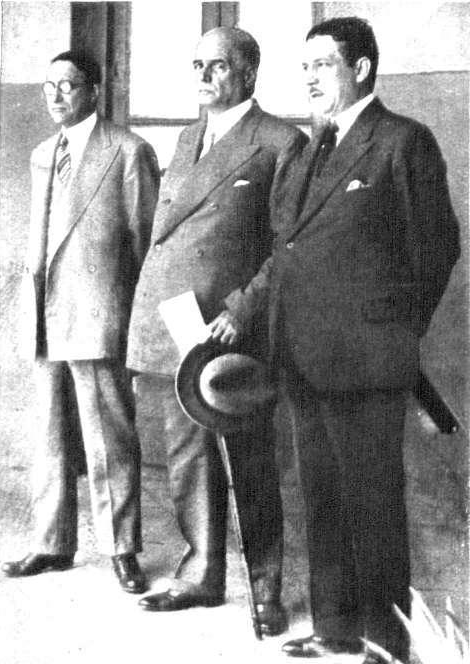
Gabriel Terra junto a seu cunhado Alfredo Baldomir, 1932.

Em 1938, se realizaram eleições para escolher o sucessor de Gabriel Terra. O Partido Colorado apresentou duas candidaturas, a de Alfredo Baldomir (cunhado do presidente) e a de Eduardo Blanco Acevedo (consogro do presidente). A chapa de Alfredo Baldomir e César Charlone venceria o pleito. Após a eleição de Baldomir, Terra fez uma viagem a Europa, e ao regressar ao Uruguai ele foi designado presidente do Banco da República. Porém, ele renunciaria após um derrame cerebral. Ele morreria em 15 de novembro de 1942, após sofrer anos com uma paralisia.